# 아이언맨 매치
아이먼 맨 매치 (Iron Man match)는 프로 레슬링의 경기 중 하나로 30분~60분 동안 핀폴이나 서브미션을 많이 받는 쪽이 우승하는 경기이다.

## 경기 방식
- 경기 시간은 30분에서 60분까지 적용된다.
- 실격이나 카운트아웃은 적용되지 않는다.
- 핀폴이나 서브미션으로 점수를 받을 수 있어 많은 점수를 받는 선수가 승자가 된다.
- 단 동점이 되면 무승부가 되기 때문에 챔피언십의 경우에는 변동되지도 않는다.

## 같이 보기
- 프로레슬링 경기 방식 목록
- 아이 큇 매치